# Estadio Rodrigo Paz Delgado
Das Estadio Rodrigo Paz Delgado ist ein Fußballstadion im Stadtteil Ponceano der ecuadorianischen Hauptstadt Quito. Es ist die Heimspielstätte des Fußballvereins LDU Quito und trägt deshalb die alternative Bezeichnung Estadio de Liga Deportiva Universitaria. Die Spitznamen des Stadions sind in Anspielung auf die Vereinsfarben der LDU Quito La Casa Blanca (deutsch Das Weiße Haus) und in Bezug auf die Lage La Maravilla de Ponciano (deutsch Das Wunderwerk von Ponceano). Es bietet Platz für 41.575 Zuschauer. Diese verteilen sich u. a. in 442 Suiten mit 7956 Plätzen und 3161 Plätzen in den Logen (genannt Palcos) sowie den rund 30.000 Tribünenplätzen. Die Spielstätte liegt auf einer Höhe von 2734 Meter über dem Meeresspiegel.

## Geschichte
Das Stadion wurde in den Jahren 1995 bis 1997 nach Plänen von Ricardo Mórtola zu Kosten von etwa 16 Mio. US-Dollar erbaut. Am Eröffnungstag, dem 6. März 1997, wurde das erste Spiel im neuen Stadion ausgetragen, bei dem sich LDU Quito und Atlético Mineiro aus Brasilien gegenüberstanden. Am Ende siegte der Verein aus der Hauptstadt Ecuadors mit 3:1. Das Stadion hatte zunächst eine Kapazität von ca. 55.000 Zuschauern. Durch Umwandlung von Stehplätzen in Sitzplätze sank die Zuschauerkapazität auf die heutigen 41.575, eine Auslastung von 50.000 Zuschauern wurde zuletzt 2008 erreicht.
Die ecuadorianische Fußballnationalmannschaft bestritt im März 2000 erstmals ein Spiel in der Casa Blanca. Zuvor war vorwiegend das Estadio Olímpico Atahualpa (ca. 2800 Meter über dem Meeresspiegel) Spielort der Nationalmannschaft in Quito. Durch eine von der FIFA 2008 erlassene Beschränkung von internationalen Spielen auf Stadien unter 2750 Metern über dem Meeresspiegel (sofern keine einwöchtige Akklimatisierung gewährt wird) finden diese seitdem im Estadio Rodrigo Paz Delgado statt, das 16 Meter unterhalb des Grenzwerts liegt.
Am 28. April 2014 spielte Paul McCartney ein Konzert im Stadion.
Im Juni 2017 erhielt die Anlage den Namen von Rodrigo Paz (1933–2021), dem früheren Bürgermeister Quitos, späteren Wegbereiter des Stadionbaus sowie Manager der LDU Quito.

## Galerie

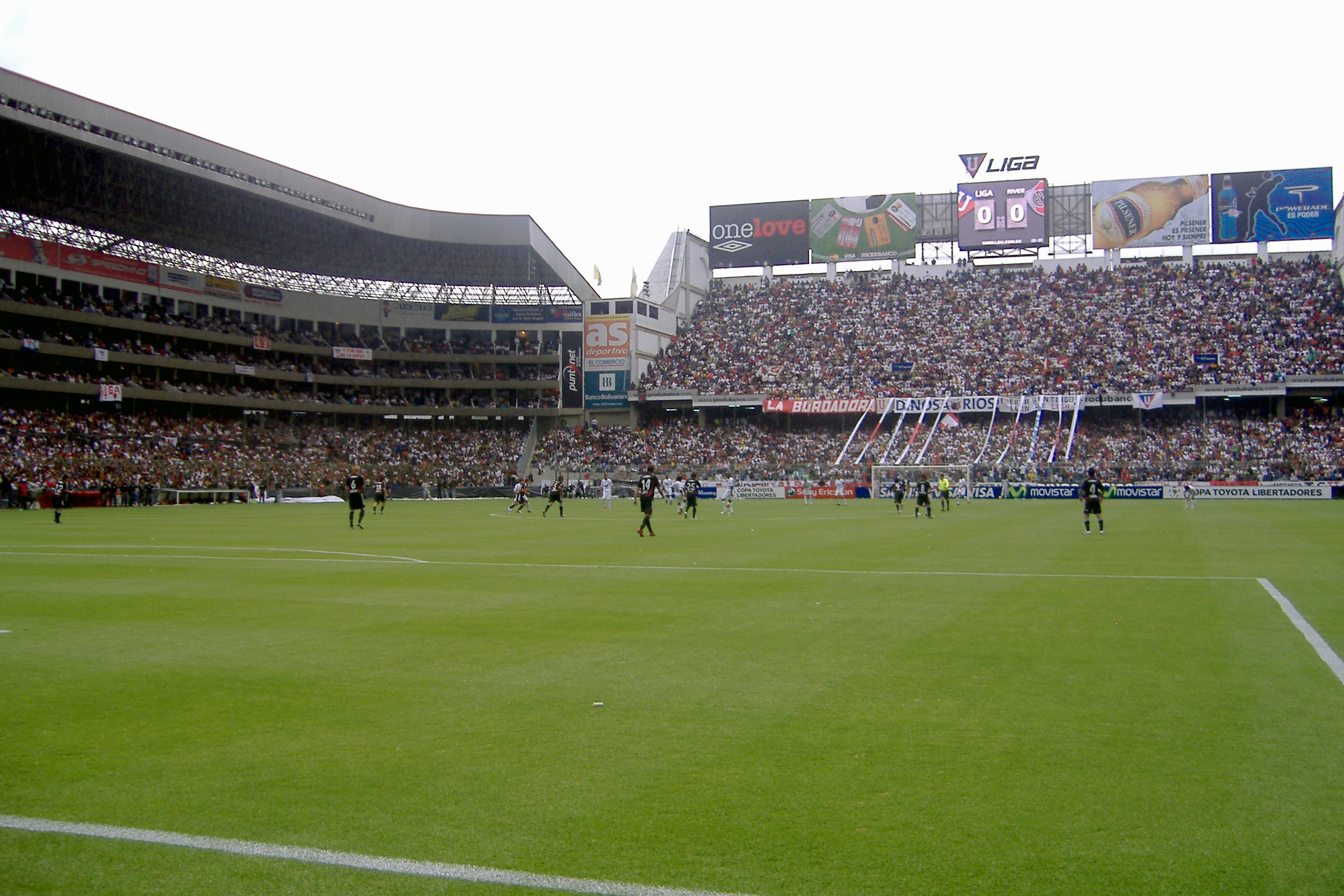
Spiel des 2. Spieltags der Copa Libertadores 2007 am 15. März zwischen LDU Quito und River Plate (1:1)
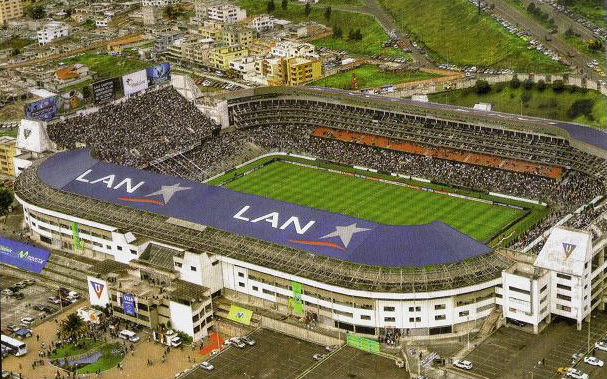
Luftbild des Stadions von 2010
Spiel von LDU Quito gegen CD El Nacional (2:1) im November 2014
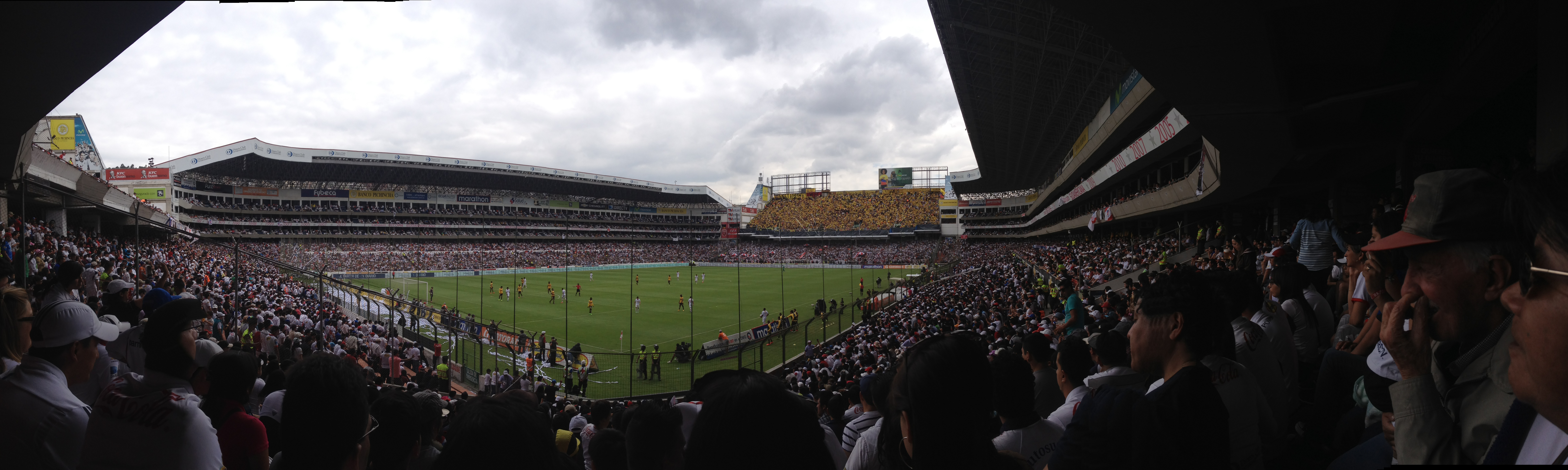
Das Estadio Rodrigo Paz Delgado  im November 2014